# Il ritorno della JSA
Il ritorno della JSA è un arco narrativo a fumetti in 9 puntate, pubblicate dalla DC Comics nel 1999. Riprende le avventure della Justice Society of America, squadra di supereroi della Golden Age, che erano già state precedentemente riprese negli anni ottanta.

## Storia editoriale
Il fumetto coinvolgeva un multi-crossover con i numeri ristampati di Adventure Comics n. 1, All-American Comics n. 1, All-Star Comics n. 1 e 2, National Comics n. 1, Sensation Comics n. 1, Smash Comics n. 1, Star-Spangled Comics n. 1 e Thrilling Comics n. 1. I nomi inclusero quelli dei fumetti pubblicati dalla All-American Publications, una delle tre compagnie che si fusero per formare la moderna DC Comics, così come la Quality Comics, i diritti della quale la DC acquisì negli anni cinquanta.

## Trama
Durante la Seconda guerra mondiale, alcuni simpatizzanti nazisti cominciarono un rituale impiegando Dottor Occult per portare un nuovo essere noto come Koth sulla Terra, al fine di assicurare la vittoria dell'Asse nella guerra.
Hourman (Rex Tyler) e numerosi eroi con poteri magici tentarono di fermarli, ma senza successo. L'incantesimo andò storto, però, e i nazisti liberarono un criminale noto col nome di Stalker, il cui unico scopo era la fine della vita ovunque. Gli eroi della magia furono catturati o uccisi da Stalker, e solo Hourman e Dottor Occult riuscirono a fuggire.
Hourman informò i suoi colleghi della JSA della minaccia incombente, e insieme si batterono con lui a Washington. La JSA riuscì a ferire Stalker così gravemente che il mostro dovette creare sette discepoli (formati dai corpi dei nazisti che lo portarono sulla Terra) che portassero avanti il suo lavoro mentre lui si rimetteva. La JSA si divise in 7 squadre, ognuna con il compito di sconfiggere uno dei 7 discepoli, e ogni squadra riuscì nel tentativo. Dr. Occult riunì poi tutta la squadra per l'ultimo scontro in Antartide, dove Stalker stava costruendo una macchina che avrebbe eliminato la vita dalla Terra. Dopo una lunga battaglia, la macchina venne distrutta e Stalker fu sconfitto.

## Raccolte
La storia fu raccolta in un unico volume dal titolo The Justice Society Returns!, pubblicato dalla DC Comics nel 2003. In Italia, venne pubblicato in lingua italiana nello stesso anno, e ristampato nel 2008 con il titolo Il ritorno della JSA.